# فيلت
فيلت هي قناة إخبارية تلفزيونية ألمانية مجانية، انطلقت القناة في 24 يناير 2000 ويقع مقرها الرئيسي في مدينة برلين. القناة مملوكة من قبل فيلت إن24 وهي نفسها مالكة صحيفة دي فيلت ذات الميول المحافظة.